# Toninia austroafricana
Toninia austroafricana är en lavart som beskrevs av Timdal. Toninia austroafricana ingår i släktet Toninia och familjen Ramalinaceae.   Inga underarter finns listade i Catalogue of Life.